# Some Things Never Change
Some Things Never Change – jedenasty album studyjny brytyjskiej, progresywnej, grupy rockowej Supertramp, wydany w 1997 roku. Reprezentuje on swoisty powrót do wcześniejszego brzmienia zespołu (sprzed Free as a Bird), poprzez użycie większej ilości "analogowych" instrumentów w porównaniu z poprzednim albumem.
Dwa single z tego albumu: "You Win, I Lose", oraz "Listen To Me, Please" stały się przebojami w Niemczech i Kanadzie.
W Utworze "Live to Love You" użyto dokładnie tych samych elektronicznych dźwięków co w piosence "The Logical Song" z 1979 roku.

## Okładka
Rick Davies wyjaśnił pomysł okładki:

Jest to coś powiązanego z tytułem. W Anglii ludzie piją herbatę o 4-tej i nie ważne gdzie są, lub jaki status społeczny mają, i tak będą mieli tę herbatę.

## Spis utworów
Wszystkie piosenki (z wyjątkiem oznaczonych) zostały napisane i zaśpiewane przez Ricka Daviesa.
1. "It's a Hard World" – 9:46
2. "You Win, I Lose" – 4:31
3. "Get Your Act Together" – 4:49
4. "Live to Love You" – 5:18
5. "Some Things Never Change" – 6:26
6. "Listen to Me Please" – 4:46
  - Śpiew: Rick Davies i Mark Hart
7. "Sooner or Later" (Davies, Hart) – 6:50
  - Śpiew: Mark Hart
8. "Help Me Down That Road" – 4:36
9. "And the Light" – 4:40
10. "Give Me a Chance" (Davies, Hart) – 4:24†
  - Śpiew: Mark Hart
11. "C'est What?" – 8:17
12. "Where There's a Will" – 5:36

† Ukryty utwór, nie zapisany na tylnej okładce.

## Wykonawcy
- Rick Davies – instrumenty klawiszowe, wokal
- Mark Hart – gitary, instrumenty klawiszowe, wokal
- John Helliwell – saksofony, instrumenty dęte
- Cliff Hugo – gitara basowa
- Bob Siebenberg – perkusja
- Lee Thornburg – instrumenty dęte, wokal wspierający
- Carl Verheyen – gitary
- Tom Walsh – perkusja na "And The Light"

### Muzycy towarzyszący
- Bob Danziger – kalimba
- Karen Lawrence – wokale wspierające
- Kim Nail – wokale wspierające

## Produkcja
- Producenci: Jack Douglas, Fred Mandel
- Producent wykonawczy: Rick Davies
- Inżynierzy: Ian Gardiner, Jay Messina
- dodatkowi inżynierzy: Ian Gardiner, Mike Scotella
- Miksowanie: Roy Clark, Brian Hargrove
- Mastering: Bob Ludwig
- Dyrektor kreatywny: Richard Frankel
- projekt graficzny: Dimo Safari
- Portrety: Dennis Keeley

## Pozycje

### Album
| Lista 1997           | Pozycja |
| -------------------- | ------- |
| Notowanie niemieckie | 3       |
| Notowanie brytyjskie | 74      |

### Single
| Rok  | Singiel           | Pozycja |
| ---- | ----------------- | ------- |
| 1997 | "You Win, I Lose" | 63      |